# Chiến tranh Hán – Sở
Chiến tranh Hán-Sở (漢楚爭雄 Hán Sở tranh hùng, 楚漢戰爭 Sở Hán chiến tranh, 楚漢相爭 Sở Hán tương tranh hay 楚漢春秋 Sở Hán Xuân Thu, 206–202 TCN) là thời kỳ sau thời đại nhà Tần ở Trung Hoa. Trong thời kỳ này, các quý tộc chư hầu cũ và các quân phiệt mới nổi lên từ các vùng đất khác nhau ở Trung Hoa sau sự sụp đổ của nhà Tần và tạo nên hai phái kình địch nhau rõ rệt. Một bên do Lưu Bang, vốn có tước phong là Hán vương, lãnh đạo; còn bên kia do Hạng Vũ, tự xưng Tây Sở bá vương, thống lĩnh. Ngoài ra còn có một số đạo quân riêng rẽ do một vài vị vương khác có địa vị thấp hơn, hoặc các đạo nghĩa quân độc lập, cũng có tham chiến trong thời gian này. Cuộc chiến đã kết thúc với thắng lợi hoàn toàn thuộc về Lưu Bang, người sau này đã lên ngôi hoàng đế và thiết lập nên nhà Hán.
Cả Lưu Bang (sinh năm 256 TCN) và Hạng Vũ (sinh năm 232 TCN) đều là những người sinh trưởng trên phần đất thuộc tỉnh Giang Tô ngày nay, vốn thuộc đất Sở (bị nước Tần thôn tính năm 223 TCN) trước thời Tần Thủy Hoàng thống nhất Trung Quốc vào năm 221 TCN. Hạng Vũ và Lưu Bang cũng như tổ tiên của họ vốn là thần dân cũ của nước Sở giai đoạn cuối thời Chiến Quốc. Hai nhân vật này là những người lãnh đạo đi đầu trong việc tiêu diệt nhà Tần nhưng ngay sau đó cũng chính họ khởi đầu cho cuộc tranh hùng nội bộ của người đất Sở thời hậu Tần. Xét cho cùng, dù Lưu Bang hay Hạng Vũ chiến thắng sau cuộc tranh hùng thì đều có thể coi là cuộc phục thù thành công của Sở trước Tần vậy.

## Căn nguyên của cuộc chiến
Nhà Tần đã thôn tính các nước chư hầu phía đông để thống nhất một Trung Hoa đầu tiên. Tuy nhiên, sự thống nhất chính trị chưa mang lại kết quả ngay lập tức trong việc hợp nhất những người dân từ những nước khác nhau trên đất Trung Hoa. Ở một vài nước nhỏ cũ, sự mong muốn độc lập của những nước này vẫn còn. Đây không phải là vấn đề lớn làm cho nhà Tần thường xuyên phải củng cố vai trò thống trị của mình trong một thời gian dài ở Trung Hoa. Tuy nhiên, luật pháp hà khắc nhà Tần đã không được phần lớn nhân dân ủng hộ và chấp nhận. Khi Tần Thủy Hoàng còn sống, do uy vũ của ông quá lớn nên những người chống đối dù rất uất hận nhưng cũng chỉ dừng lại ở những hành động ám sát, song đều không thành. Sau khi Thủy Hoàng qua đời, con là Nhị Thế vốn đã không có đủ uy tín lại thi hành chính sách tàn bạo hơn cha. Vì thế ngay lập tức dân nghèo đã nổi dậy và người đầu tiên phất cờ chống Tần là Trần Thắng (năm 209 TCN). Nhiều nơi đã nổi dậy khởi nghĩa hưởng ứng và nhà Tần đã nhanh chóng sụp đổ chỉ sau 15 năm hợp nhất.
Khi nhà Tần sụp đổ, nhiều nhóm nghĩa quân đã tập hợp những người dân địa phương lại để ủng hộ họ dưới ngọn cờ của nước cũ. Kết quả là Trung Hoa khi đó lại bị chia thành nhiều nước nhỏ, nhiều nước vẫn giữ tên từ thời Chiến Quốc với lãnh tụ thường là những người từ các gia đình quý tộc cũ.
Vào thời gian này, tương lai của Trung Hoa vẫn rất mờ mịt. Một vài người, đặc biệt là hậu duệ của những gia đình quyền lực của những nước chư hầu cũ thời Chiến Quốc cho rằng, một Chiến Quốc mới rất có thể lại xuất hiện và Trung Hoa lại có thể bị chia cắt bởi những vương triều khác nhau. Tuy nhiên, phần lớn người dân đã rất mệt mỏi vì những cuộc chiến liên miên và hy vọng vào một lực lượng mạnh mẽ có thể kết thúc chiến tranh.
Trong số các vị vương này thì người mạnh nhất là Hạng Vũ, người lãnh đạo quân đội nước Sở, và cũng được sự khâm phục của nhiều nhóm quân khác sau trận Cự Lộc (鉅鹿之戰) và trở thành người lãnh đạo các nhóm quân, mặc dù quyền lực của nước Sở trên danh nghĩa vẫn nằm trong tay Sở Nghĩa đế. Năm 206 TCN, định mệnh của Trung Hoa gần như đã nằm trong tay của Hạng Vũ. Tuy nhiên, mặc dù là một nhà lãnh đạo quân sự tài ba, Hạng Vũ vẫn là người thiếu khả năng về chính trị. Khi đã có vị trí trong việc tạo dựng cơ đồ mới sau nhà Tần, Hạng Vũ đã mắc một số sai lầm sau:
- Thứ nhất, sau khi bức hàng số đông quân đội Tần (khoảng 200.000 quân) Hạng Vũ đã nhẫn tâm tàn sát tất cả bọn họ. Phần lớn trong số họ đến từ đất Quan Trung (關中) nước Tần. Với việc làm này, Hạng Vũ đã làm cho dân chúng ở Quan Trung căm ghét, và sau này họ đã quay sang ủng hộ cho Lưu Bang trong cuộc chiến chống lại Hạng Vũ.
- Thứ hai, Hạng Vũ đã giết Sở Nghĩa đế (Sở Hoài vương), người lãnh đạo trên danh nghĩa của cuộc khởi nghĩa chống Tần. Với việc làm này, Hạng Vũ đã bị mắc tội giết vua. Điều này làm cho nhiều người quay sang chống lại ông.
- Thứ ba, Hạng Vũ đã đánh giá thấp sự nguy hiểm của Lưu Bang. Mặc dù đã có cơ hội để trừ bỏ Lưu Bang, quân sư Phạm Tăng cũng thúc giục, nhưng Hạng Vũ đã không làm.
- Thứ tư, Hạng Vũ đã ưu tiên ban thưởng cho những người trực tiếp theo mình đánh Tần; đối xử kém hơn với những người có công đánh Tần nhưng không quy phục mình. Điều này làm nhiều thủ lĩnh nghĩa quân và dòng dõi chư hầu cũ tức giận. Một vài vị vương khác đã sớm bất bình chống lại ông. Những người này về sau cũng quay sang bên Lưu Bang để chống lại ông.

Lý do cuối cùng là lý do trực tiếp gây ra Hán Sở tranh hùng.

## Vị thế chính trị khi bắt đầu cuộc chiến
Năm 206 TCN, triều đại nhà Tần chấm dứt. Trong chiến tranh chống Tần, các quốc gia thời Chiến Quốc cũ: Tề, Sở, Yên, Hàn, Triệu, Ngụy được tái lập để làm liên minh đánh Tần hùng mạnh. Tuy nhiên từng quốc gia lại theo đuổi mục đích riêng, giữa các nước này và trong nội bộ một số nước cũng hình thành mâu thuẫn giữa các lực lượng mới thành lập.
Tại nước Tề, khi Trần Thắng nổi dậy thì người trong họ xa của vua Tề trước kia là Điền Đam hưởng ứng, tự lập làm Tề vương. Khi Điền Đam đi cứu Ngụy bị tử trận, người trong nước lập em Tề vương Kiến  là Điền Giả lên ngôi. Em Điền Đam là Điền Vinh mang quân về đánh đuổi Điền Giả, lập con Đam là Thị lên ngôi Tề vương. Giả chạy sang Sở. Hạng Lương kêu gọi Tề hội quân đánh Tần, Vinh ra điều kiện Sở phải giết Giả. Hạng Lương không nghe nên Điền Vinh không chịu ra quân.
Tại Ngụy, sau khi Ngụy vương Cữu chống Tần chết , em là Báo chạy sang Sở, được Hạng Lương giúp quân về lấy lại đất Nguỵ. Nhưng Báo không theo giúp Hạng Vũ đánh quân chủ lực của Tần.
Tại Triệu, sau khi được Hạng Vũ giải vây ở trận Cự Lộc, hai tướng chủ chốt là Trương Nhĩ và Trần Dư mâu thuẫn vì Nhĩ cho rằng Dư không hết sức cứu viện cho thành bị vây ngặt. Mặt khác, các tướng Tư Mã Ngang, Thân Dương cũng theo Trương Nhĩ, tách khỏi quân Triệu vương Yết, tự nhập theo quân tây tiến của Hạng Vũ để tiến thân.
Tại Yên, Hàn Quảng vốn theo lệnh của Triệu vương Vũ Thần là người khởi nghĩa đầu tiên theo Trần Thắng đi lấy Yên, được người Yên tôn lập. Quảng không hưởng ứng Hạng Vũ nhưng tướng Yên là Tang Đồ cũng tự mang quân bản bộ theo Sở.
Chỉ có nước Hàn nhỏ yếu nhất và ít tham vọng nhất, Hàn Thành là dòng dõi nước Hàn được con cháu công thần cũ là Trương Lương tái lập và được nước Sở (Hạng Lương) hỗ trợ quân về đánh Tần lấy lại nước Hàn nhưng gặp nhiều khó khăn. Hàn vương để tướng tài Trương Lương đi giúp Lưu Bang nên Bang vào Quan Trung trước, do đó Hạng Vũ không bằng lòng với vua Hàn.
Nước Sở là lực lượng đánh Tần mạnh nhất, giữa các tướng cũng có sự cạnh tranh. Theo lời giao ước của Sở Hoài vương, người nào trong số các vương dẫn quân vào được Quan Trung trước, thì sẽ được làm vua Quan Trung. Hoài vương nghe theo lời một số bề tôi thân cận, sai Lưu Bang đi thẳng đường phía tây vào Tần, không gặp các cánh quân mạnh, còn Hạng Vũ thì đi đường phía bắc, phải đối phó với quân chủ lực của Tần do Chương Hàm chỉ huy. Mặt khác, Hạng Vũ lại chỉ được làm phó tướng cho Tống Nghĩa, bị Nghĩa ghìm quân 46 ngày bất động nên quân Sở đi càng chậm.
Kết quả Lưu Bang tiến vào Hàm Dương trước. Mọi người ở thành Hàm Dương đều ủng hộ Lưu Bang, vì ông cũng đã đối xử với họ công bằng và nhân từ hơn nhà Tần trước kia. Hơn 1 tháng sau Hạng Vũ dẫn đại quân hùng hậu vào thành Hàm Dương gặp Lưu Bang, Lưu Bang thấy rằng khó có thể chống đối được nên đã nhượng bộ rút lui.

### Sự phân phong của Hạng Vũ
Hạng Vũ vào Hàm Dương, giết vua Tần đã hàng là Tử Anh, đốt cung A Phòng còn xây dở. Dòng họ nhà Tần và dân Tần bị giết rất nhiều khiến họ thất vọng. Hạng Vũ phân phong chư hầu như sau:
- Cựu tướng nước Tần Chương Hàm làm Ung vương, cai trị từ Hàm Dương sang phía tây, đóng đô ở Phế Khâu.
- Trưởng sử Tư Mã Hân xưa làm quan coi ngục ở Lịch Dương vốn có ơn với Hạng Lương; nên được lập làm Tắc vương, cai trị từ phía đông Hàm Dương cho đến sông Hoàng Hà, đóng đô ở Lịch Dương.
- Đô úy Đổng Ế trước đã khuyên Chương Hàm đầu hàng nước Sở, cho nên được làm Địch vương, cai trị đất Thượng Quận, đóng đô ở Cáo Nô
- Ngụy vương Báo bị đổi làm Tây Ngụy vương, cai trị đất Hà Đông, đóng đô ở Bình Dương.
- Thân Dương ở Hà Khâu là thủ hạ tin cậy của Trương Nhĩ, đã lấy được quận Hà Nam, và đóng quân Sở trên Hoàng Hà, cho nên được lập làm Hà Nam vương, đóng đô ở Lạc Dương.
- Hàn vương Thành vẫn ở đất cũ, đóng đô ở Dương Định.
- Tướng nước Triệu Tư Mã Ngang đã lấy được Hà Nội và đã có nhiều lần lập công, cho nên được lập làm Ân vương, cai trị đất Hà Nội, đóng đô ở Triều Ca.
- Triệu vương Yết bị đổi làm Đại vương.
- Thừa tướng nước Triệu Trương Nhĩ theo Hạng Vũ vào Quan Trung cho nên được lập làm Thường Sơn vương cai trị đất Triệu đóng đô ở Tương Quốc.
- Đương Dương quân Anh Bố làm tướng nước Sở, thường lập công đầu trong quân đội, cho nên được lập làm Cửu giang vương, đóng đô ở Lục
- Ngô Nhuế làm lệnh ở Bà Dương, thường đốc suất Bách Việt để giúp chư hầu, lại theo Hạng Vũ vào Quan Trung cho nên được lập làm Hành Sơn vương, đóng đô ở đất Trâu.
- Cung Ngao làm trụ quốc nước Sở được phong làm Lâm Giang vương, đóng đô ở Giang Lăng.
- Yên vương Hàn Quảng bị đổi làm Liêu Đông vương.
- Tướng nước Yên là Tạng Đồ đã theo Sở cứu Triệu, sau đó lại theo Hạng Vũ vào Quan Trung cho nên được lập làm Yên vương, đóng đô ở đất Kế.
- Tề vương Thị bị đổi làm Giao Đông vương.
- Tướng nước Tề là Điền Đô đã cùng Hạng Vũ cứu Triệu sau đó lại theo Hạng Vương vào Quan Trung cho nên được lập làm Tề vương, đóng đô ở Lâm Tri.
- Điền An là cháu của Tề vương Kiến trước kia (thời Chiến Quốc). Khi Hạng Vũ vượt qua sông cứu Triệu, Điền An đã lấy lại được mấy thành ở Tế Bắc rồi đem binh đầu hàng Hạng Vũ, cho nên được lập làm Tế Bắc vương, đóng đô ở Bắc Dương.
- Lưu Bang được lập làm Hán vương, cai trị đất Ba, đất Thục và đất Hán Trung, đóng đô ở Nam Trịnh.
- Hạng Vũ tự lập làm Tây Sở Bá Vương, cai trị chín quận, đóng đô ở Bành Thành.

Điền Vinh đã mấy lần không nghe theo Hạng vương lại không chịu đem binh theo Sở đánh Tần cho nên không được phong đất. Thành An quân Trần Dư bỏ tướng ấn mà đi, không theo Hạng Vũ vào Quan Trung, nhưng nghe nói ông là người hiền, có công với nước Triệu, lại nghe tin ông ta lúc bấy giờ ở Nam Bì cho nên phong cho ba huyện ở xung quanh đấy. Tướng của Phiên Quân là Mai Quyên lập được nhiều công, cho nên được phong thập vạn hộ hầu.
Trong nước Sở, Hạng Vũ oán Sở Hoài vương nên tôn lên làm Nghĩa đế (hoàng đế trên danh nghĩa) và gần như là đày ải vua này sống lưu đày tới một nơi xa xôi, rồi sai người giết đi. Nói chung, trong cuộc phân phong Hạng Vũ đã giành lấy mọi thứ tốt nhất cho mình và những người đi theo. Hơn thế nữa, nhiều vị tướng, những người nghĩ rằng họ có thể trở thành vương của một nước nào đó nhưng Hạng Vũ đã không để ý đến họ nên bất mãn với Hạng Vũ.

### Phản ứng của chư hầu phía đông
Điền Vinh làm phụ chính cho Điền Thị nghe tin Hạng Vũ đã đổi vua Tề là Thị đi Giao Đông, và lập tướng nước Tề là Điền Đô làm Tề vương, liền nổi giận, không cho Tề vương Thị đi Giao Đông, rồi giữ lấy nước Tề và đón đánh Điền Đô. Điền Đô bỏ chạy sang Sở, Tề vương Thị sợ Hạng Vương nên bỏ trốn về nước mình là Giao Đông. Điền Vinh tức giận, đuổi theo, giết Tề vương Thị ở Tức Mặc, tự lập làm Tề vương, đem quân về hướng tây, giết vua Tề Bắc là Điền An, làm vua cả Tam Tề.
Vinh giao ấn tướng quân cho tướng ở Lương là Bành Việt, ra lệnh chống Sở. Trần Dư ngầm sai thủ hạ đến mượn quân Điền Vinh đánh Trương Nhĩ ở Triệu. Tề vương bằng lòng, bèn sai quân đi đến Triệu. Trần Dư đem tất cả quân của ba huyện cùng hợp sức với Tề vương đánh Thường Sơn, phá tan quân của Thường Sơn vương. Trương Nhĩ bỏ chạy theo hàng Hán. Trần Dư đón Yết, trước đấy bị cải phong làm Đại vương, đưa về làm Triệu vương. Yết bèn lập Trần Dư làm vương đất Đại. Dư ở lại Triệu giúp Yết.
Chỉ có Tang Đồ theo Hạng Vũ là người duy nhất thắng thế. Tang Đồ về nước Yên, muốn đuổi Hàn Quảng đi Liêu Đông, nhưng Quảng không nghe, Tang Đồ giết Quảng ở Vô Chung và lấy luôn đất của Quảng để làm vương.
Hàn vương Thành không có quân công, Hạng Vương không cho về nước, đưa về Bành Thành và giáng chức làm hầu, sau đó Hạng Vương lại sai người giết đi

## Lưu Bang đông tiến, thất bại ở Bành Thành
Lưu Bang vốn chỉ được phong ở đất Ba, đất Thục xa xôi, nhưng nhờ đút lót cho Hạng Bá là chú Hạng Vũ để xin hộ nên được phong thêm đất Hán Trung giàu có, đông dân hơn, gần Tam Tần hơn. Đó là cơ sở để ông tập hợp lực lượng đánh trở về phía đông.
Để che mắt các nước Tam Tần, khi vào Hán Trung, Lưu Bang cho đốt đường sạn đạo là con đường duy nhất từ Tam Tần vào Hán Trung khiến các nước này không chú ý tới mình. Theo tiến cử của Tiêu Hà và Hạ Hầu Anh, Lưu Bang đưa Hàn Tín, một binh sĩ bất mãn bên Sở sang, làm đại tướng. Hàn Tín giả cách sai người đi sửa đường sạn đạo, vốn mất rất nhiều công sức thời gian, khiến Tam Tần yên trí rằng quân Hán còn lâu mới ra được cửa ải. Nhưng thực ra Hàn Tín dẫn đại quân đi theo đường Trần Thương đánh úp nước Ung. Chương Hàm trở tay không kịp, phải rút về cố thủ ở Phế Khâu. Các nước Địch, Tắc cũng bị đánh bất ngờ, Tư Mã Hân và Đổng Ế đầu hàng. Từ câu chuyện này đời sau có câu thành ngữ minh tu sạn đạo, ám độ Trần thương để nói đến kế dương Đông kích Tây của Hàn Tín.
Sau khi giết Hàn vương Thành, Hạng Vũ phong người của mình là Trịnh Xương làm Hàn vương. Hán vương sai Trương Lương đi đưa thư cho Hạng vương, nói: "Hán vương không được đối xử như lời giao ước cho nên muốn lấy Quan Trung, nay được như lời giao ước cũ thì thôi, không dám đem quân sang hướng đông nữa". Lại nghe tin Điền Vinh đánh các chư hầu do mình phong ở Tề, Hạng Vũ lại nghe theo lời đánh lạc hướng của Trương Lương, mang đại quân lên phía bắc đánh Tề mà không chú ý đến Lưu Bang đang lấn tới ở phía tây.
Lưu Bang, Hàn Tín rảnh tay mang quân sang đông, lần lượt đánh và thu hàng một loạt các chư hầu mà không gặp phải sự phản kháng lớn nào của phía Sở: Hàn (Trịnh Xương), Ân (Tư Mã Ngang), Ngụy (Ngụy Báo), Hà Nam (Thân Dương) và Triệu (Triệu Yết). Ban đầu Trần Dư cầm quyền ở Triệu không chịu theo Hán, ra điều kiện Hán phải giết kẻ tư thù là Trương Nhĩ mới về hàng. Lưu Bang bèn tìm người giống Nhĩ, giết lấy đầu đưa cho Dư. Dư bằng lòng hội quân.
Lưu Bang được tin Sở Nghĩa đế bị Hạng Vũ giết, lại lấy cớ để tang Nghĩa đế để đánh Sở, tập trung các chư hầu được 56 vạn quân, rầm rộ tiến vào kinh đô Tây Sở là Bành Thành. Theo sự tiến cử của Trương Lương, Lưu Bang lập người con cháu nước Hàn khác là Hàn Tín làm Hàn vương.
Năm 205 TCN, Hạng vương đem quân về hướng bắc, đến Thành Dương, Điền Vinh cũng đem binh đến giao chiến. Điền Vinh đánh không lại, chạy đến Bình Nguyên. Dân Bình Nguyên giết Điền Vinh. Hạng Vũ bèn đem quân đi theo phía bắc, san phẳng và đốt thành quách nhà cửa của nước Tề, chôn sống tất cả quân lính của Điền Vinh đầu hàng, tàn sát rất nhiều. Người Tề hợp nhau lại làm phản. Vì vậy, em của Điền Vinh là Điền Hoành thu thập được mấy vạn lính Tề đã đi trốn từ trước, nổi dậy ở Thành Dương, lập con Vinh là Quảng lên ngôi Tề vương. Hạng vương vì vậy phải dừng lại, đánh mấy trận, nhưng không hạ được.
Hạng vương nghe tin quân Hán vào Bành Thành, bèn sai các tướng đánh nước Tề, còn mình thì đem ba vạn tinh binh đi về hướng nam do đất Lỗ qua thành Hồ Lăng. Tháng 4, quân Hán đều đã vào Bành Thành, thu của cải châu báu, gái đẹp, ngày nào cũng đặt tiệc rượu hội họp linh đình. Hạng vương bèn đem quân về hướng tây, sáng sớm đi qua Tiêu huyện, đánh quân Hán, rồi kéo về hướng đông đến Bành Thành. Giữa trưa, Hạng Vũ phá tan quân Hán; quân Hán đều bỏ chạy, xô nhau nhảy xuống sông Cốc và sông Tứ. Hạng vương giết hơn mười vạn quân Hán, quân Hán đều bỏ chạy sang hướng nam về phía núi. Quân Sở lại truy kích đến phía đông Linh Bích trên sông Tuy Thủy. Quân Hán rút lui bị quân Sở đánh ráo riết, giết rất nhiều. Hơn mười vạn quân Hán đều nhảy xuống sông Tuy Thủy. Theo Sử ký: nước sông vì vậy không chảy được.
Lưu Bang bị quân Sở vây chặt, nhờ may mắn trời nổi gió lốc làm rối loạn quân Sở nên chạy thoát cùng hai con nhỏ. Nhưng cha và vợ Hán vương (Lã Trĩ) bị quân Sở bắt.

## Hán Sở giằng co
Sau khi quân Sở đại thắng ở Bành Thành, các chư hầu còn sống đều bỏ Hán theo Sở. Tư Mã Hân, Đổng Ế, Ngụy Báo lần lượt về theo Hạng Vũ. Trần Dư phát hiện Trương Nhĩ còn sống, biết mình bị lừa cũng xui vua Triệu theo Sở. Điền Hoành, Điền Quảng nước Tề thấy quân Hán thua to cũng xin bãi binh giảng hòa với nước Sở. Thế bên Sở lại mạnh lên.
Nhưng nội bộ bên Sở vẫn không yên. Trần Bình sợ tội Hạng vương hỏi về chuyện Ân vương Tư Mã Ngang làm phản mà Bình có trách nhiệm nên theo hàng Hán. Cửu Giang vương Anh Bố vốn được Hạng Vũ ra lệnh phối hợp đánh Hán cứu Bành Thành nhưng Bố cáo bệnh không đi, bị Hạng Vũ trách. Lưu Bang bèn sai người đến dụ Bố về Hán. Bố bèn mang đất Cửu Giang theo Hán. Hạng Vũ sai Long Thư mang quân tiến vào Cửu Giang, đánh bại Bố. Bố bỏ chạy về phía Tây theo Lưu Bang. Hạng Vũ phong Chu Ân trấn thủ đất của Anh Bố.
Hạng Vũ nhân đà thắng lợi ở Bành Thành mang quân đánh Lưu Bang. Bang được tiếp viện quân và lương của Tiêu Hà (huy động cả thanh thiếu niên tòng quân để có vài chục vạn người) từ Quan Trung ra, tập hợp lực lượng ở Huỳnh Dương, thanh thế lại mạnh. Hán vương dùng Hàn Tín làm chỉ huy, đón đánh bại quân Sở ở giữa đất Kinh và đất Sách.
Sau đó Hán vương lại dùng kế dẫn nước vào thành Phế Khâu, làm ngập thành. Ung vương Chương Hàm cố thủ lâu ngày, không chống được, bèn tự sát. Tam Tần hoàn toàn thuộc về Hán.
Ngụy Báo mang nước Ngụy theo Sở phản Hán. Hán vương sai Hàn Tín mang quân đi đánh Nguỵ.

## Chiến công của Hàn Tín

### Diệt Nguỵ
Tháng 8 năm 205 TCN Lưu Bang phong Hàn Tín làm tả thừa tướng để đánh Ngụy. Ngụy vương Báo đem nhiều binh đến Bồ Bản chặn cửa sông Lâm Tấn. Hàn Tín dàn thêm nghi binh, bày thuyền bè như muốn vượt qua sông Lâm Tấn; nhưng kỳ thực dùng phục binh đi đường đất Hạ Dương, dùng thùng gỗ để cho quân vượt qua sông, đánh úp lấy đất An Ấp. Ngụy vương Báo cả sợ vội đem binh quay về An Ấp đón đánh Tín nhưng không lại, bị bại nặng do hai cánh quân An Ấp và Lâm Tấn cùng tiến đánh. Hàn Tín liền bắt Báo cầm tù, bình định đất Ngụy, lập thành quận Hà Đông.
Ngụy Báo bị giải về Huỳnh Dương, chịu thần phục Lưu Bang nhưng bị giữ lại không được về cai trị ở Ngụy nữa.

### Bình định Đại, Triệu, thu hàng nước Yên
Hán Vương sai Trương Nhĩ cùng với Hàn Tín đem binh sang Đông đi đánh nước Triệu, nước Đại. Đại vương Trần Dư ở lại Triệu giúp Triệu Yết nên để thủ hạ là Hạ Duyệt làm thừa tướng trông coi.
Tháng 9 nhuận năm 205 TCN, Hàn Tín phá quân nước Đại, bắt được Hạ Duyệt ở đất Ứ Dự. Sau khi Tín lấy được nước Nguỵ phá được nước Đại, Hán vương liền sai người thu lấy tinh binh của Tín đem đến Huỳnh Dương để chống Sở.
Hàn Tín và Trương Nhĩ cầm vài vạn quân mới mộ đi đánh Triệu. Vua Triệu và Trần Dư nghe tin quân Hán sắp tới, bèn tụ tập quân ở Tỉnh Hình. Lý Tả Xa khuyên Trần Dư cố thủ, chia quân đánh chẹn đường vận tải lương của quân Hán và để cứu ứng lẫn nhau, nhưng Dư không nghe.
Hàn Tín sai người sang thám thính, biết mưu của Lý Tả Xa không được dùng, bèn đem quân thẳng xuống. Nửa đêm truyền lệnh xuất phát. Tín chọn 2.000 quân kỵ trang bị nhẹ, đi theo đường tắt lén lút sang nói theo dõi quân Triệu.
Còn đại quân thì Hàn Tín sai một vạn người đi trước bày trận quay lưng ra sông, đó là cách bầy trận tối kỵ. Quân Triệu ở xa nhìn thấy coi thường.
Quân Triệu mở cửa lũy, đánh nhau to. Hàn Tín, Trương Nhĩ vờ bỏ cờ trống chạy đến đạo quân gần sông. Đạo quân gần sông rẽ ra, đón lấy họ, rồi quay lại chiến đấu dữ dội. Quân Triệu quả nhiên bỏ thành ra tranh lấy cờ trống của quân Hán, đuổi theo Hàn Tín, Trương Nhĩ. Sau khi Hàn Tín, Trương Nhĩ đã nhập vào đạo quân ở gần sông thì quân Hán đều liều chết chiến đấu không thể nào đánh bại được. Hai nghìn quân kỵ mà Tín đã cho đi từ trước chờ đến khi quân Triệu bỏ lũy trống để đuổi theo để lấy cờ trống của Hán, liền ruổi nhanh vào trong thành, nhổ tất cả cờ xí của Triệu để dựng hai nghìn lá cờ đỏ của Hán. Quân Triệu đã không thắng không bắt được quân của Tín, muốn quay trở về đồn, nhưng trong thành toàn là cờ đỏ của Hán thì cả sợ, cho rằng quân Hán đã bắt được tướng của Triệu vương rồi. Quân sĩ hỗn loạn bỏ chạy. Tướng Triệu chém cũng không ngăn được. Quân Hán hai bên áp lại, phá tan quân Triệu, chém Trần Dư trên sông Chi Thủy, bắt Triệu Vương Yết và Lý Tả Xa.
Hàn Tín theo lời khuyên của Lý Tả Xa, cho sứ sang dụ hàng nước Yên. Vua Yên Tang Đồ theo hàng Hán. Tín lại sai sứ báo với Hán vương, xin lập Trương Nhĩ làm Triệu Vương để cai trị và vỗ về nước này. Vua Hán ưng thuận, bèn lập Trương Nhĩ làm Triệu vương.

### Lưu Bang khốn đốn, cướp quân Hàn Tín
Nước Sở mấy lần sai kỳ binh vượt qua sông Hoàng Hà đánh giành lại Triệu. Triệu vương Trương Nhĩ và Hàn Tín đi đi lại lại vừa chống quân Sở, vừa bình định nốt các thành ấp ở Triệu và điều binh đến giúp Hán Vương.
Trong khi Hàn Tín liên tục thắng trận thì Lưu Bang lại liên tiếp bại trận. Hạng Vũ dồn đại quân vào vây đánh Lưu Bang ở Huỳnh Dương. Hán vương xây đường ống ra đến Hoàng Hà để lấy thóc ở Ngao Thương, chống nhau với Hạng vương hơn một năm. Hạng vương mấy lần đưa quân cướp đường ống của Hán, quân Hán thiếu lương thực. Hạng Vũ vây quân Hán. Hán vương xin giảng hòa và cắt đất từ Huỳnh Dương đến phía tây cho Hán, nhưng Hạng vương không nghe.
Lưu Bang bèn dùng kế của Trần Bình, cho Trần Bình bốn vạn cân vàng để ly gián vua tôi Sở. Sứ giả nước Sở mắc mưu Trần Bình nên đưa tin sai cho Hạng Vũ. Do đó, Hạng Vũ nghi ngờ quân sư Phạm Tăng, người được Hạng Vũ tôn là Á phụ. Phạm Tăng khuyên Hạng Vũ lấy Huỳnh Dương nhưng khi thấy mình bị ngờ vực bèn nổi giận, cáo bệnh, xin về hưu. Khi chưa về đến Bành Thành thì chết. Quân Sở tổn thất một mưu tướng giỏi.
Quân Hán bị cắt đứt đường lương thực, rất nguy cấp, Lưu Bang sai Kỷ Tín đóng giả mình, ngồi xe vàng giả cách ra đầu hàng để lừa quân Sở. Quân Sở cùng nhau chạy đến phía đông thành để xem vua Hán. Nhờ vậy, Lưu Bang thoát ra cửa tây với vài chục quân kỵ và bỏ trốn, nhưng vẫn để Chu Hà, Ngụy Báo, Hàn vương Tín và Tung Công ở giữ Huỳnh Dương. Các tướng và binh sĩ không đi theo được đều ở lại trong thành. Chu Hà và Tung Công giết Ngụy Báo vì Báo từng phản Hán. Lưu Bang chạy thoát, gặp được Anh Bố, cùng vào Thành Cao.
Lúc đó, tướng cầm quân ở Lương là Bành Việt đã theo Hán, vượt qua sông Tuy Thủy đánh tan quân Sở, lấy Hạ Bì. Hạng Vũ đang muốn truy kích Lưu Bang lại phải đem binh về hướng đông đánh Bành Việt. Sau khi đánh quân Bành Việt thua chạy, Hạng Vũ lại đem binh về hướng tây phá được thành Huỳnh Dương, bắt sống cả Chu Hà, Tung Công và Hàn vương Tín. Chu Hà và Tung Công không chịu hàng nên bị giết, Hàn vương Tín bị giam.
Hạng vương lại kéo tới bao vây Thành Cao rất gấp. Tháng 6 năm 204 TCN, Lưu Bang không chống nổi, bỏ thành vượt vòng vây ra khỏi Thành Cao, vượt qua sông Hoàng Hà, chỉ có một mình Hạ Hầu Anh cùng đi, tới địa phận do Trương Nhĩ và Hàn Tín cai quản.
Đến nơi, sáng sớm, Lưu Bang trá xưng là sứ thần nhà Hán, phi ngựa vào trong thành Triệu. Trương Nhĩ, Hàn Tín chưa dậy, Lưu Bang vào trong phòng ngủ, cướp ấn tín và binh phù, dùng cờ mao để triệu tập các tướng, thay đổi chức vị các tướng mà Trương, Hàn đã sắp đặt. Tín và Nhĩ thức dậy, mới biết là Hán vương đã đến. Lưu Bang sau khi đoạt quân của hai người liền ra lệnh cho Trương Nhĩ giữ lấy đất Triệu, phong Hàn Tín làm tướng quốc, thu gom quân ở Triệu đi đánh Tề.

### Phá Tề, diệt viện binh Sở
Tín đem quân sang đánh Tề, chưa vượt qua bến sông Bình Nguyên thì nghe tin sứ thần của Hán vương là Lịch Tự Cơ đã thuyết phục được nước Tề đầu hàng. Hàn Tín muốn dừng lại. Mưu sĩ Khoái Triệt bàn với Hàn Tín nên đánh úp lấy Tề, không nên để công trạng rơi vào tay của Lịch Tự Cơ. Tín cho là phải, theo kế của Triệt, mang binh vượt qua sông Hoàng Hà.
Nước Tề đã nghe lời Lịch Tự Cơ chấp thuận hàng Hán nên không phòng bị. Tín nhân đó đánh úp quân Tề ở Lịch Hạ và kéo thẳng đến kinh thành Lâm Tri. Vua Tề là Điền Quảng cho rằng Lịch Tự Cơ lừa mình nên nấu Lịch Sinh trong vạc dầu rồi trốn đến đất Cao Mật, sai sứ đến nước Sở để cầu cứu. Sau khi đã bình định Lâm Tri, Hàn Tín đuổi theo Tề vương Quảng đến đất Cao Mật. Hạng vương sai Long Thư làm tướng, đem quân đến cứu Tề. Điền Quảng cùng Long Thư hợp quân để đánh nhau với Tín.
Long Thư không nghe theo lời khuyên nên án binh đi kêu gọi dân Tề phản Hán ở các thành mà nóng vội bày trận hai bên sông Tuy Thủy để đối đầu. Hàn Tín đang đêm sai người làm hơn một vạn bao đổ đầy cát chặn lấy thượng lưu dòng sông. Sau đó Tín đem quân qua nửa chừng đánh Long Thư, giả vờ thua, quay lưng bỏ chạy về. Long Thư mắc mưu đuổi theo qua sông. Hàn Tín cho người phá các bao đựng cát, nước sông chảy ào ào, đại quân của Long Thư quá nửa không qua được. Long Thư và số quân bên này ít ỏi bị cô lập, quân Tín liền xốc tới đánh gấp, giết chết Long Thư. Bộ phận quân của Long Thư bên kia sông thấy tướng chết bỏ chạy toán loạn. Tề vương Quảng chạy trốn. Hàn Tín liền mang quân đuổi theo đến đất Thành Dương, bắt sống tất cả lính Sở.

## Thiên hạ về Hán

### Hạng vương lưỡng đầu thọ địch
Sau khi đã nắm được quân của Hàn Tín, uy thế Hán vương lại mạnh. Theo lời khuyên của Trịnh Trung, Lưu Bang đắp thành cao, đào hào cho sâu cố thủ không đánh nhau với quân Sở, rồi sai Lư Quán và Lưu Giả đem 2 vạn quân và vài trăm quân kỵ vượt bến Bạch Mã, vào đất Sở cùng với Bành Việt đánh phá quân Sở phía tây đất Yên, đất Quách, rồi lấy lại hơn mười thành đất Lương.
Lúc bấy giờ Bành Việt cầm quân ở đất Lương, qua lại quấy rối hậu phương của Hạng Vũ, cắt đứt đường lương thực của quân Sở. Năm 203 TCN, Hạng Vũ giao cho Tào Cữu, Tư Mã Hân và Đổng Ế giữ Thành Cao, dặn chỉ cần cố thủ trong 15 ngày không giao chiến với quân Hán để mình đi đánh Bành Việt ở đất Lương.
Hạng Vũ bèn lên đường đánh các thành Trần Lưu, Ngoại Hoàng đều lấy được. Quân Hán khiêu chiến mắng nhiếc 6 ngày, Tào Cữu nổi giận cho binh vượt sông Tự Thủy, quân sĩ ra sông liền bị quân Hán đánh úp thua to. Tào Cữu, Tư Mã Hân và Đổng Ế đều tự đâm cổ chết trên sông Tự Thủy.
Hạng Vũ đánh Lương đến Tuy Dương, nghe tin quân Tào Cữu bị thua, bèn đem quân trở về, giải vây được cho tướng Chung Ly Muội ở phía đông Huỳnh Dương. Nghe tin Hàn Tín đánh tan viện binh của Long Thư cứu Tề, Hạng vương lo lắng sai Vũ Thiệp đến làm thuyết khách khuyên Tín phản Hán nhưng Tín không nghe. Mưu sĩ dưới trướng là Khoái Triệt cũng ra sức thuyết phục Tín phản Hán để nắm lấy Tề, Yên, Triệu phía bắc, chia ba thiên hạ với Lưu, Hạng nhưng Hàn Tín không nỡ phản Lưu Bang. Tín sai người về xin phong làm Tề giả vương (vua lâm thời ở đất Tề). Lưu Bang định không cho nhưng nghe theo lời Trần Bình, Trương Lương nên bằng lòng phong chức để lấy lòng Hàn Tín.

### Hòa ước Hồng Câu
Lưu Bang và Hạng Vũ tiếp tục cầm cự chưa phân thắng bại. Hai bên gặp nhau ở Quảng Vũ nói chuyện. Hạng Vũ muốn một mình khiêu chiến với Hán vương. Hán vương kể 10 tội Hạng Vũ, Hạng Vũ tức giận bắn trúng Lưu Bang. Bang bị thương vào bụng nhưng giả cách chỉ bị thương ở ngón chân để yên lòng quân sĩ.
Hán vương cố đi ra trước hàng quân bệnh càng nặng thêm, chạy vào Thành Cao. Khi khỏi bệnh lại trở về trong quân, đóng ở Quảng Vũ. Binh sĩ ở Quan Trung lại ra theo rất đông.
Lúc bấy giờ Bành Việt cầm quân ở đất Lương, luôn qua lại làm quân Sở khổ cực, cắt đứt lương thực của quân Sở. Hạng Vũ mấy lần đánh bọn Bành Việt thì Tề vương Hàn Tín lại tiến quân đánh Sở. Hạng Vũ không thể một mình chống lại ba phía, đành cùng Hán vương giao ước chia khoảng giữa thiên hạ, cắt đất từ Hồng Câu về phía tây là của Hán; từ Hồng Câu về phía đông là của Sở. Hạng vương trả lại cha và vợ Hán vương. Sau đó hai bên trở về.

### Trận cuối ở Cai Hạ
Lúc đó đất đai trên toàn cõi Trung Hoa, 7 nước chư hầu cũ thì 6 nước đã về Hán. Lực lượng giữa Hán và Sở lúc đó đã rất chênh lệch. Hán vương muốn đem quân về phía tây nhưng theo kế của Trần Bình và Trương Lương, liền bội ước tiến quân đuổi Hạng Vũ đến phía nam thành Dương Hạ. Hán vương hẹn với Hàn Tín và Bành Việt cùng họp nhau để đánh Sở, nhưng khi quân Hán vương đến Cố Lăng thì vẫn không gặp quân của Hàn Tín, Bành Việt. Quân Sở đánh quân Hán thua to. Lưu Bang lại vào thành cố thủ.
Lưu Bang dùng kế của Trương Lương, hứa phong đất cho Hàn Tín và Bành Việt nên hai người mang quân đến.
Trong khi đó tướng Hán là Lưu Giả vào đất Sở vây đất Thọ Xuân. Hán vương sai sứ giả triệu tướng Sở mới hàng là Chu Ân, điều động quân ở Cửu Giang đi theo quân Lưu Giả, Anh Bố làm cỏ dân Thành Phủ.
Năm 202 TCN, Lưu Bang cùng quân của chư hầu đánh quân Sở thắng Hạng Vũ một trận quyết liệt ở Cai Hạ. Hàn Tín cầm 30 vạn quân, Khổng tướng quân ở cánh trái, Phí tướng quân ở cánh phải, Lưu Bang ở phía sau, Chu Bột, Sài Vũ ở sau lưng Lưu Bang. Quân của Hạng Vũ vào khoảng 10 vạn. Hàn Tín đánh đầu tiên không thắng nổi, rút lui. Khổng tướng quân và Phí Tướng quân đem quân đến giúp. Quân Hán quá đông nên quân Sở không thắng nổi. Hàn Tín nhân lúc ấy lại tiến lên đánh quân Sở đại bại ở Cai Hạ phải rút vào thành.
Hạng vương đóng quân ở trong thành Cai Hạ, binh ít, lương hết. Quân Hán và quân chư hầu bổ vây mấy vòng. Đang đêm, Hạng vương nghe quân Hán ở bốn mặt đều hát giọng Sở, Hạng vương tưởng Hán đã lấy được Sở bèn phá vây bỏ chạy, quân Sở thua to. Lưu Bang sai Quán Anh đuổi theo. Hạng Vũ chạy đến Ô Giang đình thì cùng đường. Có người muốn đón sang sông về Giang Đông nhưng Hạng vương không nghe vì xấu hổ với người Giang Đông nên tự vẫn ở trấn Ô Giang. Nước Tây Sở mất.

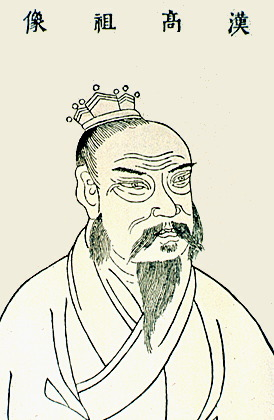
Lưu Bang

Lưu Bang lên ngôi hoàng đế, lập ra nhà Hán.